# Championnat de Géorgie de football 1990
Navigation
Saison suivante
La saison 1990 du Championnat de Géorgie de football était la toute première édition de la première division géorgienne depuis que la république a acquis son indépendance de l'ex-URSS en  1990. Dénommée à partir de cette saison Umaglesi Liga, elle regroupe 18 clubs géorgiens au sein d'une poule unique qui s'affrontent en matchs aller-retour. Les clubs proviennent des différentes divisions de l'ex-URSS, avec l'Iberia Tbilissi et le Guria Lanchkhuti comme têtes de proue du nouveau championnat, puisque ce sont les 2 clubs issus de la première division soviétique.
Le club d'Iberia Tbilissi remporte ce tout premier championnat, en terminant avec 6 points d'avance sur le Guria Lanchkhuti.
À cause de la guerre en Ossétie du Sud, le club de Liahvi Tskhinvali déclare forfait en cours de compétition et est donc relégué en deuxième division en fin de saison.

## Les 18 clubs participants
| - Iberia Tbilissi - Guria Lanchkhuti - Gorda Rustavi - Kolkheti 1913 Poti - FC Koutaïssi - FC Batoumi - Tskhumi Sukhumi - Odishi Zugdidi - Mertskhali Ozurgeti | - Dila Gori - Kolkheti Khobi - Sanavardo Samtredia - Mziuri Gali - Samgurali Tskhaltubo - Iveria Khashuri - Shevardeni-1906 Tbilissi - Amirani Ochamchira - Liahvi Tskhinvali |

## Compétition
Le barème de points servant à établir le classement se décompose ainsi :
- Victoire : 3 points
- Match nul : 1 point
- Défaite : 0 point

### Classement
| Rang | Équipe                  | Pts | J  | G  | N  | P  | Bp | Bc  | Diff |
| ---- | ----------------------- | --- | -- | -- | -- | -- | -- | --- | ---- |
| 1    | Iberia Tbilissi         | 78  | 34 | 24 | 6  | 4  | 91 | 23  | +68  |
| 2    | Guria Lanchkhuti (C)    | 72  | 34 | 22 | 6  | 6  | 73 | 20  | +53  |
| 3    | Gorda Rustavi           | 69  | 34 | 22 | 3  | 9  | 63 | 33  | +30  |
| 4    | FC Koutaïssi            | 65  | 34 | 20 | 5  | 9  | 62 | 33  | +29  |
| 5    | Kolkheti 1913 Poti      | 62  | 34 | 19 | 5  | 10 | 53 | 31  | +22  |
| 6    | FC Batoumi              | 61  | 34 | 18 | 7  | 9  | 56 | 28  | +28  |
| 7    | Tskhumi Sukhumi         | 49  | 34 | 13 | 10 | 11 | 50 | 36  | +14  |
| 8    | Odishi Zugdidi          | 46  | 34 | 12 | 10 | 12 | 47 | 38  | +9   |
| 9    | Mertskhali Ozurgeti     | 43  | 34 | 11 | 10 | 13 | 49 | 47  | +2   |
| 10   | Dila Gori               | 42  | 34 | 12 | 6  | 16 | 52 | 58  | -6   |
| 11   | Kolkheti Khobi          | 41  | 34 | 11 | 8  | 15 | 42 | 43  | -1   |
| 12   | Sanavardo Samtredia     | 40  | 34 | 11 | 7  | 16 | 35 | 50  | -15  |
| 13   | Mziuri Gali             | 40  | 34 | 11 | 7  | 16 | 47 | 69  | -22  |
| 14   | Samgurali Tskhaltubo    | 39  | 34 | 11 | 6  | 17 | 42 | 57  | -15  |
| 15   | Iveria Khashuri         | 38  | 34 | 11 | 5  | 18 | 33 | 61  | -28  |
| 16   | Shevardeni-1906 Tbilisi | 38  | 34 | 10 | 8  | 16 | 39 | 64  | -25  |
| 17   | Amirani Ochamchira      | 37  | 34 | 10 | 7  | 17 | 36 | 55  | -19  |
| 18   | Liahvi Tskhinvali       | 1   | 34 | 0  | 0  | 34 | 11 | 135 | -124 |

|  | Champion de Géorgie 1990                |
|  | Relégation directe en deuxième division |

## Bilan de la saison
| Championnat de Géorgie de football 1990 |                                                 |
| Champion                                | Iberia Tbilissi (1er titre)                     |
| Coupes et trophées                      |                                                 |
| Vainqueur de la Coupe de Géorgie 1990   | Guria Lanchkhuti                                |
| Promotions et relégations               |                                                 |
| Promus en Umaglesi Liga                 | Sulori Vani Margveti Zestaponi Alazani Gurjaani |
| Relégués en Pirveli Liga                | Liahvi Tskhinvali                               |